# Roseliaのディスコグラフィ
Roseliaのディスコグラフィは、日本のメディアミックスプロジェクト『BanG Dream!』のリアルバンドの一つ・Roseliaの作品の一覧である。
メンバーは湊友希那（声 - 相羽あいな）、氷川紗夜（声 - 工藤晴香）、今井リサ（声 - 遠藤ゆりか〈初代〉→中島由貴〈2代目〉）、宇田川あこ（声 - 櫻川めぐ）、白金燐子（声 - 明坂聡美〈初代〉→志崎樺音〈2代目〉）の5名。
なお、プロジェクト内の他ユニットとの合同作品（例：「Rausch und/and Craziness」）の詳細についてはBanG Dream!のディスコグラフィを参照。
また、「*」と記載のある人物は、楽曲発表時点でElements Gardenに所属していたことを示し、「▲」については、ドラマパートを示す。

## シングル

### BLACK SHOUT
デビューシングル。2017年4月19日に発売された。
同作は発売前の時点から、Amazonランキングのアニメ・音楽ジャンルで1位を獲得。また、2017年5月時点でのプロジェクト関連作品の最高順位であったPoppin'Partyのシングル「走り始めたばかりのキミに/ティアドロップス」の週間10位も更新し、Pastel*Palettesのシングル「しゅわりん☆どり〜みん」がオリコン週間4位を記録するまでは、プロジェクト関連作品の最高順位であった。

### Re:birth day
2ndシングル。2017年6月28日に発売された。

### 熱色スターマイン
3rdシングル。2017年8月30日に発売された。
今作の表題曲である「熱色スターマイン」（ねっしょくスターマイン）はOVA『BanG Dream!』のエンディングテーマに起用された。
カップリングの「-HEROIC ADVENT-」はテレビ東京系アニメ『カードファイト!! ヴァンガードG Z』エンディングテーマに起用された。なお、メディアミックスプロジェクト『BanG Dream!』以外のタイアップはプロジェクトおよびユニットを通して今作が初となる。
また、初回生産特典として10月8日開催の「Roselia 2nd Live」チケット先行抽選申込券とオリジナルキャラクターステッカー（全6種の内ランダムで1枚）が封入される。
収録曲
全作詞：織田あすか*、全編曲：藤永龍太郎*
1. 熱色スターマイン
  - 作曲：上松範康（Elements Garden）

2. -HEROIC ADVENT-
  - 作曲：藤田淳平*

3. 熱色スターマイン（instrumental）
4. -HEROIC ADVENT-（instrumental）
5. Roseliaミニドラマ〜あこの厨二語辞典編〜▲
  - 出演：Roselia

反響
本作はオリコンデイリーランキングにおいて3位にランクインし、オリコン週間ランキング（2017年9月11日付）においては7位にランクインした。
アニソン専門配信サービスの「アニュータ」 が発表した2018年上半期再生数ランキングにおいてRoseliaの楽曲が複数ランクインしており、このうち「熱色スターマイン」が54位に、「-HEROIC ADVENT-」は74位にそれぞれランクインしていた。

### ONENESS
4thシングル。2017年11月29日に発売された。
通常盤（BRMM-10103）と生産限定盤（BRMM-10102）の二種類がリリースされており、このうち生産限定盤のBlu-rayには、2017年7月29日に有明コロシアムにて開催されたRoselia 1st Live『Rosenlied』追加公演のライブ映像を収録。
また、両盤共通の初回生産特典としてオリジナルキャラクターカード1枚（全5種、ランダムでキャスト複製サイン入り）が封入される。
収録曲（生産限定盤・通常盤共通）
全作詞：織田あすか*、全編曲：藤永龍太郎*
1. ONENESS
  - 作曲：上松範康*

2. Determination Symphony
  - 作曲：藤永龍太郎*

3. ONENESS（instrumental）
4. Determination Symphony（instrumental）

Blu-ray（生産限定盤のみ）
- Roselia 1st Live『Rosenlied』追加公演 ライブ映像

1. LOUDER
2. BLACK SHOUT
3. 魂のルフラン（OA：高橋洋子）
4. Hacking to the gate（OA：いとうかなこ）
5. 熱色スターマイン
6. ETARNAL BLAZE（OA：水樹奈々）
7. 陽だまりロードナイト
8. Re: birth day
9. BLACK SHOUT
10. LOUDER

楽曲内容
カップリング曲の「Determination Symphony」は、氷川紗夜を主題としている。
パフォーマンス
2019年12月1日に行われたRAISE A SUILENとの合同ライブ「Rausch und/and Craziness」においては、テレビアニメ『BanG Dream! 2nd Season』の第9話で氷川紗夜が双子の妹・日菜から水色のテレキャスタータイプのギターを受け取る場面の映像が流れた後に「Determination Symphony」の演奏に移行した際、紗夜を演じる工藤晴香がそのギターを用いるという演出がとられた。

### Opera of the wasteland
5thシングル。2018年3月21日に発売された。

### R
6thシングル。2018年7月25日に発売された。
本シングル以降今井リサ役の遠藤ゆりかの卒業に伴い、今作より後任の中島由貴が楽曲に参加する。

### BRAVE JEWEL
7thシングル。2018年12月12日に発売された。
表題曲である「BRAVE JEWEL」はテレビアニメ『BanG Dream! 2nd Season』オープニングテーマに起用された。

### Safe and Sound
8thシングル。2019年2月20日に発売された。
表題曲の「Safe and Sound」はテレビアニメ『BanG Dream! 2nd Season』のエンディングテーマに起用された。
通常盤（BRMM-10161）とBlu-ray付生産限定盤（BRMM-10160）の二種類がリリースされる。Blu-rayには2018年5月13日に開催されたライブイベント「BanG Dream! 5th☆LIVE Day2：Roselia -Ewigkeit-」の模様が収録される。
初回生産特典としてオリジナルキャラクターカード1枚（全5種の内ランダムで1枚）と、2019年春以降に開催されるRoselia出演イベント抽選応募申込券が封入。
また、白金燐子役の明坂聡美は2018年9月17日開催のイベント『Roselia Fan Meeting 2018』をもってRoseliaの卒業ならびに同役の声優変更が決定しており、明坂の楽曲参加は今作で最後となった。
楽曲内容
カップリング曲の『PASSIONATE ANTHEM』はバンド史上初めてラップパートが取り入れられている。
ウェブマガジン『STAGE』の佐々木雅晃は、RAISE A SUILENとの合同ライブ「Rausch und/and Craziness II」についてのイベントレポートの中で、『PASSIONATE ANTHEM』がバンドの楽曲の中でも特にキーが高くテンポも速いと指摘している。また、佐々木は同楽曲の「かかって来なさい 勝てると思うのならば」という挑発的なフレーズが、よきライバルであるRAISE A SUILENへの敬意かもしれないと推測している。
収録曲（生産限定盤・通常盤共通）
全作詞：織田あすか*、全編曲：藤永龍太郎*
1. Safe and Sound
  - 作曲：藤田淳平*

2. PASSIONATE ANTHEM
  - 作曲：藤永龍太郎*

3. Safe and Sound（instrumental）
4. PASSIONATE ANTHEM（instrumental）

Blu-ray（生産限定盤のみ）
- 「BanG Dream! 5th☆LIVE」Day2：Roselia -Ewigkeit-（2018.5.13）

1. ONENESS
2. Determination Symphony
3. メドレー
  1. 魂のルフラン（OA：高橋洋子）
  2. Hacking to the Gate（OA：いとうかなこ）
  3. ETERNAL BLAZE（OA：水樹奈々）

4. 深愛（OA：水樹奈々）
5. LOUDER
6. 熱色スターマイン
7. 軌跡
8. Re:birth day
9. -HEROIC ADVENT-
10. Neo-Aspect
11. BLACK SHOUT
12. 陽だまりロードナイト

### FIRE BIRD
9thシングル。2019年7月24日に発売された。
表題曲「FIRE BIRD」はテレビアニメ『BanG Dream! 2nd Season』第13話挿入歌として書き下ろされた。生産限定盤のBlu-rayにはアニメ『BanG Dream! 2nd Season』#5～6、次回予告、TVCMを収録。

### 約束
10thシングル。2020年1月15日に発売された。

### ZEAL of proud
11thシングル。2021年1月20日に発売された。
表題曲である「ZEAL of proud」は、テレビアニメ『カードファイト!! ヴァンガード overDress』のオープニングテーマに起用された。

### Swear ～Night & Day～
12thシングル。2022年10月26日に発売された。
通常盤（BRMM-10577）とBlu-ray付生産限定盤（BRMM-10576）の二種類がリリースされた。
Blu-rayには2022年5月に2日間に渡り開催されたRoselia単独ライブ「Episode of Roselia」両日の模様が収録されている。

### THRONE OF ROSE
13thシングル。2023年4月26日に発売された。
Blu-ray付生産限定盤（BRMM-10643）とメンバーキャラクタージャケット盤（BRMM-10644〜10648の5バージョン）の二種類がリリースされた。
Blu-rayには2023年9月に開催されたBanG Dream! 10th☆LIVE DAY1：Roselia「Sonnenschein」の模様が収録されている。

### VIOLET LINE
14thシングル。2023年12月13日に発売された。

### 礎の花冠
15thシングル。2024年12月11日に発売された。

### Dazzle the Destiny
16thシングル。2025年06月26日に発売。

### Requiem for Fate
17thシングル。2025年06月26日に発売。

## アルバム

### フルアルバム
|     | リリース      | タイトル  | 販売形態                 | 規格品番   | 最高位（オリコン） |
| --- | ------------- | --------- | ------------------------ | ---------- | ------------------ |
| 1st | 2018年5月2日  | Anfang    | 生産限定盤（CD+Blu-ray） | BRMM-10121 | 2位                |
| 1st | 2018年5月2日  | Anfang    | 通常盤（CD）             | BRMM-10122 | 2位                |
| 2nd | 2020年7月15日 | Wahl      | 生産限定盤（CD+Blu-ray） | BRMM-10266 | 3位                |
| 2nd | 2020年7月15日 | Wahl      | 通常盤（CD）             | BRMM-10267 | 3位                |
| 3rd | 2024年6月26日 | Für immer | 生産限定盤（CD+Blu-ray） | BRMM-10788 | 5位                |
| 3rd | 2024年6月26日 | Für immer | 通常盤（CD）             | BRMM-10789 | 5位                |

### ミニアルバム
| リリース      | タイトル                                                       | 販売形態                                                | 規格品番   | 最高位（オリコン） | 備考                                       |
| ------------- | -------------------------------------------------------------- | ------------------------------------------------------- | ---------- | ------------------ | ------------------------------------------ |
| 2021年6月30日 | 劇場版「BanG Dream! Episode of Roselia」Theme Songs Collection | 生産限定盤（CD+Blu-ray）                                | BRMM-10407 | 3位                |                                            |
| 2021年6月30日 | 劇場版「BanG Dream! Episode of Roselia」Theme Songs Collection | 通常盤（CD）                                            | BRMM-10408 | 3位                |                                            |
| 2022年5月18日 | ROZEN HORIZON                                                  | Blu-ray付生産限定盤（CD+Blu-ray）                       | BRMM-10537 | 6位                | 収録されるカバー楽曲が販売形態により異なる |
| 2022年5月18日 | ROZEN HORIZON                                                  | フォトブックレット付生産限定盤（CD+フォトブックレット） | BRMM-10538 | 6位                | 収録されるカバー楽曲が販売形態により異なる |
| 2022年5月18日 | ROZEN HORIZON                                                  | 通常盤A（CD）                                           | BRMM-10539 | 6位                | 収録されるカバー楽曲が販売形態により異なる |
| 2022年5月18日 | ROZEN HORIZON                                                  | 通常盤B（CD）                                           | BRMM-10540 | 6位                | 収録されるカバー楽曲が販売形態により異なる |

## 映像作品
なお、チャート成績はオリコンの週間 ミュージックBlu-rayランキングのものである。
| リリース      | タイトル                             | 規格                       | 規格品番   | 最高位 |
| ------------- | ------------------------------------ | -------------------------- | ---------- | ------ |
| 2019年11月6日 | Roselia 2017-2018 LIVE BEST -Soweit- | Blu-ray+フォトブックレット | BRMM-10214 | 1位    |

## 参加作品

### プロジェクト内作品
| アーティスト名                                                                                         | 発売日         | タイトル                                                                    | 備考 |
| --- | -------------- | --------------------------------------------------------------------------- | --- |
| Various Artists                                                                                        | 2020年4月8日   | アニメ「BanG Dream! 2nd＆3rd Season」オリジナル・サウンドトラック           | 「BRAVE JEWEL(Short Ver.)」および「Safe and Sound(Short Ver.)」に参加。 また、Poppin'Party×Roselia×RAISE A SUILEN名義で「夢を撃ち抜く瞬間に!」に参加。 |
| RAISE A SUILEN ハロー、ハッピーワールド！ Roselia Poppin'Party                                         | 2019年11月27日 | BanG Dream! 6th☆LIVE                                                        | ライブビデオ。 Roseliaは2枚目の「DAY1：RAISE A SUILEN 『Brave New World』」にオープニングアクトとして参加。                                            |
| Roselia RAISE A SUILEN Pastel*Palettes ハロー、ハッピーワールド！ Afterglow Glitter*Green Poppin'Party | 2020年2月19日  | TOKYO MX presents BanG Dream! 7th☆LIVE                                      | ライブビデオ。 Roseliaは2枚目の「DAY1：Roselia『Hitze』」にて参加。                                                                                    |
| Roselia,RAISE A SUILEN                                                                                 | 2020年11月18日 | Roselia×RAISE A SUILEN「Rausch und/and Craziness」                          | ライブビデオ。Roseliaは1枚目の「DAY1」にて参加。 |
| Poppin'Party SILENT SIREN Roselia RAISE A SUILEN                                                       | 2021年4月28日  | Poppin'Party×SILENT SIREN対バンライブ「NO GIRL NO CRY」atメットライフドーム | ライブビデオ。Roseliaは1枚目の「DAY1」にて参加。 |
| Poppin'Party Roselia RAISE A SUILEN Morfonica                                                          | 2022年6月22日  | BanG Dream! 9th☆LIVE COMPLETE BOX                                           | ライブビデオ。 Roseliaは1枚目の「『The Beginning』DAY1 、『The Beginning』DAY2」にそれぞれ参加。                                                       |